# روبن مراد
روبن مُراد (بالإنجليزية: Reuben Mourad)‏ هو مقدم تلفزيوني أسترالي، ولد في 22 نوفمبر 1988.